# ۱۷۳۲ (میلادی)
۱۷۳۲ (میلادی) هزار و هفتصد و سی و دومین سال تقویم میلادی است.

## زادگان
- ۲۲ فوریه - جورج واشنگتن، نخستین رئیس‌جمهور آمریکا.
- ۳۱ مارس – یوزف هایدن، آهنگساز اتریشی (د. ۱۸۰۹)
- ۵ آوریل – ژان اونوره فراگونارد، هنرمند و نقاش فرانسوی (د. ۱۸۰۶)
- ۲۱ ژوئن – یوهان کریستف فریدریش باخ، آهنگساز آلمانی (د. ۱۷۹۵)